# Баку
Баку (азер. Bakı) је главни и највећи град Азербејџана. Једна је од 78 административно-територијалних јединица ове државе. Налази се у јужном делу полуострва Апшерон. Први пут се појављује у списима у 1. веку. Према попису из 2019. било је 2.616.948 становника. Заједно са предграђима има 3.675.000 милиона становника.
Од 2000. године стари део Бакуа уврштен је на Унесков списак места светске баштине у Азији и Океанији.

## Етимологија
Углавном се верује како је Баку добио име од персијске речи Bād-kube'' (باد-که ), тј. „ветровити град”, или пак Baghkuh (باغ), тј. „божје брдо”. Тако да арапски извори именују Баку, Бакух, Бакија или Бакије. Постоји могућност да му име потиче од речи баку што једноставно значи „брдо”, на лакијском језику и турском језику, али и друге теорије имају поткрепу у древним изразима.

## Историја
Неки научници тврде како Баку датира из 7. века, а други из 12. века п. н. е. Баку се спомиње у 6. веку као место „Дома ватре”, важног персијског светилишта зороастризма.
Након што је у 12. веку потрес уништио престолницу, град Шемаху, владар Ширвана (делимично независна кнежевина која је била персијски вазал од 800. године, а одговара данашњем подручју западног Азербејџана), Ширваншах Ахситан I је одабрао Баку за нову престолницу. Баку у средњем веку добија своје главне грађевине као што су: Синиг Гала минарет (11. век), зидине с торњевима (11—12 век), торањ дева, Мултани караван-сарај и хамам Хаџи Гајиб (15. век), те палату Ширваншахова (15—16 век), караван-сарај и Газимбегов хамам (16. век). Сафавиди су га освојили 1540, а Ирански шах Абас I је уништио тврђаву у Бакуу 1604. године.
Руски цар Петар Велики је повео војни поход и након дуге опсаде његова војска је освојила Баку 26. јуна 1723. године. Године 1795, персијски владар Мухамед Шах Каџар је повео рат против руске експанзионистичке политике на Кавказу и освојио је Баку, али га је већ следеће године руска војска вратила у окриље Руског царства.
Године 1806. Баку је, као и цели Азербејџан, анексирала Русија и тада је бројао око 707 трговина и имао је око 7.000 становника. Град је тада имао два главна улаза кроз зидине, врата Салијан и Шемаха, а штитило га је неколико топовских серија са зидина. Зидине су 1809. отворене за трговину и иза њих су отворене царинарнице. До 1811. обновљене су зидине, а утврде су појачане и продужене. Тада се Баку почео да се шири изван зидина и настала су два главна дела града, такозвани „Унутрашњи град” (азерски: İçəri Şəhər) и „Спољашњи град” (Bayır Şəhər). Током 19. века настале су многе грађевине у европским стиловима архитектуре као што су нпр. неоготика и необарок, чиме је Баку изгубио источњачки изглед. Године 1865. срушене су градске зидине уз море чије је камење искориштено за изградњу Спољашњег града и булевара.
Нафта је откривена у Бакушком предграђу Биби-Хејбат 1846. године, а организована експлоатација је отпочела 1872. године. Захваљујући многим приватним европским предузећима, уз Бакуа је почео да ниче велики индустријски комплекс познат као „Црни град” и почетком 20. века чак пола светске нафте је долазило из Бакуа.
У вртлогу Октобарске револуције, у прољеће 1918. године, на улицама Бакуа су се сукобиле снаге комунистичке странке Јерменске револуционе федерације под вођством ветерана револуције Степана Шаумјана с муслиманским Азерима. Радикалне бољшевичке и јерменске групе су тада убиле око 12.000 Азера у погрому познатом као „Дани марша”. Недуго потом, 15. септембра 1918. године, снаге новоосноване Азербејџанске демократске републике (АДР) су уз помоћ Османлијске исламске војске, под вођством Енвер-паше освојиле Баку и крваво се осветиле за „Дане марша” убивши хиљаде Јермена
Дана 28. априла 1920. године, Црвена армија је окупирала Баку и поновно успоставила бољшевичку власт након чега је Баку постао престолницом Азербејџанске ССР, све до 1991. године и осамостаљења Азербејџана, чији је данас главни град.

## Култура
Баку нуди велику лепезу културних догађања, те историјску и уметничку баштину међународног значаја. У граду се налази много музеја, углавном историје и уметности. Његове културне вредности су препознате 2009. године када је био „Исламским град културе”. У Бакуу је одржано и Евровизијско такмичење у плесу 2010. године. Овде постоји Луткарско позориште у Бакуу.
Од културних институција најважније су: Азербејџанска државна филхармонија, Азербејџанска државна академска опера и позориште и Азербејџанска кинематографија. Од фестивала ту су: Интернационални филмски фестивал, Интернационални џез фестивал, Фестивал Новруза, Gül Bayramı (Фестивал цвећа) и Државни позоришни фестивал.
У граду је одржан 57. фестивал Песме Евровизије 2012.

## Географија

### Клима
| Клима Бакуа                                                                                        | Клима Бакуа | Клима Бакуа | Клима Бакуа | Клима Бакуа | Клима Бакуа | Клима Бакуа | Клима Бакуа | Клима Бакуа | Клима Бакуа | Клима Бакуа | Клима Бакуа | Клима Бакуа | Клима Бакуа |
| Показатељ \ Месец                                                                                  | .Јан.       | .Феб.       | .Мар.       | .Апр.       | .Мај.       | .Јун.       | .Јул.       | .Авг.       | .Сеп.       | .Окт.       | .Нов.       | .Дец.       | .Год.       |
| -------------------------------------------------------------------------------------------------- | ----------- | ----------- | ----------- | ----------- | ----------- | ----------- | ----------- | ----------- | ----------- | ----------- | ----------- | ----------- | ----------- |
| Максимум, °C (°F)                                                                                  | 6,6 (43,9)  | 6,3 (43,3)  | 9,8 (49,6)  | 16,4 (61,5) | 22,1 (71,8) | 27,3 (81,1) | 30,6 (87,1) | 29,7 (85,5) | 25,6 (78,1) | 19,6 (67,3) | 13,5 (56,3) | 9,7 (49,5)  | 18,1 (64,6) |
| Просек, °C (°F)                                                                                    | 4,4 (39,9)  | 4,2 (39,6)  | 7,0 (44,6)  | 12,9 (55,2) | 18,5 (65,3) | 23,5 (74,3) | 26,4 (79,5) | 26,3 (79,3) | 22,5 (72,5) | 16,6 (61,9) | 11,2 (52,2) | 7,3 (45,1)  | 15,1 (59,2) |
| Минимум, °C (°F)                                                                                   | 2,1 (35,8)  | 2,0 (35,6)  | 4,2 (39,6)  | 9,4 (48,9)  | 14,9 (58,8) | 19,7 (67,5) | 22,2 (72)   | 22,9 (73,2) | 19,4 (66,9) | 13,6 (56,5) | 8,8 (47,8)  | 4,8 (40,6)  | 12,0 (53,6) |
| Количина падавина, mm (in)                                                                         | 21 (0,83)   | 20 (0,79)   | 21 (0,83)   | 18 (0,71)   | 18 (0,71)   | 8 (0,31)    | 2 (0,08)    | 6 (0,24)    | 15 (0,59)   | 25 (0,98)   | 30 (1,18)   | 26 (1,02)   | 210 (8,27)  |
| Дани са падавинама (≥ 0.1 mm)                                                                      | 6           | 6           | 5           | 4           | 3           | 2           | 1           | 2           | 2           | 6           | 6           | 6           | 49          |
| Дани са снегом (≥ 1 cm)                                                                            | 4           | 3           | 0           | 0           | 0           | 0           | 0           | 0           | 0           | 0           | 0           | 3           | 10          |
| Сунчани сати — месечни просек                                                                      | 89,9        | 89,0        | 124,0       | 195,0       | 257,3       | 294,0       | 313,1       | 282,1       | 222,0       | 145,7       | 93,0        | 102,3       | 2.207,4     |
| Извор #1: World Meteorological Organisation (UN), Hong Kong Observatory for data of sunshine hours |             |             |             |             |             |             |             |             |             |             |             |             |             |
| Извор #2: Meoweather (Snowy days)                                                                  |             |             |             |             |             |             |             |             |             |             |             |             |             |

## Становништво
По процени из 2009. у Бакуу има 2.045.815 становника, а главне етничке групе су:
- Азери 90,3% (1.848.107)
- Руси 5,3% (108.525)
- Јевреји 0,6% (6.056)
- Остали 4,1%

| 1939.   | 1959.   | 1970.   | 1979.     | 1989.     |
| ------- | ------- | ------- | --------- | --------- |
| 543.939 | 642.507 | 851.547 | 1.021.969 | 1.150.055 |

Током 20. века, етничка структура града се знатно мењала прво као последица нафтног бума крајем 19. века који је условио велики прилив становништва из околних земаља, а потом и услед рата са Јерменима поводом Нагорно-Карабаха.
| Година | Јермени | Азери  | Грузијци | Грађани Ирана | Јевреји | Руси   | Укупно  |
| ------ | ------- | ------ | -------- | ------------- | ------- | ------ | ------- |
| 1897   | 19.060  | 40.148 | 971      | 9.426         | 2.341   | 37.399 | 111.904 |
| 1903   | 26.151  | 44.257 |          | 11.132        |         | 56.955 | 155.876 |
| 1913   | 41.680  | 45.962 | 4.073    | 25.096        | 9.690   | 76.288 | 214.672 |

### Религија
Преко 94% становника Бакуа су муслимани (већином шиити). Око 4% припада разним хришћанским групама (највише има припадника Руске и Грузијске православне цркве). У Бакуу живе и припадници три јеврејске групе.

## Привреда

### Саобраћај
Аеродром Хејдар Алијев опслужује Баку
За време Совјетског Савеза у Бакуу је саграђен и метро систем. Тренутно он има две линије укупне дужине преко 30,2 km и 21 станицу.
Остали видови јавног превоза слабо функционишу. Превоз се већином обавља минибусевима, који се као и у другим деловима бившег Совјетског Савеза називају маршутка.
Маршутке, осим у појединим деловима најужег центра града стају где год им путник махне.
Постоје још неке тролејбуске линије.

## Партнерски градови
- Ставангер
- Кристијанстед
- Вунг Тау
- Сивас
- Басра
- Бордо
- Хјустон
- Истанбул
- Измир
- Мајнц
- Напуљ
- Сарајево
- Табриз
- Џеда
- Аман
- Дакар
- Конија
- Санкт Петербург
- Акапулко
- Балаково
- Лондон
- Венеција
- Кијев
- Преторија
- Рио де Жанеиро
- Округ Хонолулу

## Галерија
- Палата за венчавање
- Азерска академија наука
- Девојачка кула (Баку)
- Улаз у стари град
- Типична продавница тепиха у Бакуу
- Улични продавци сувенира у центру Бакуа